# Szinnyei József (orvos)
Szinnyei József (Budapest, 1881. március 6. – Budapest, Józsefváros, 1951. január 7.) orvos, belgyógyász, az MTA tagja (levelező: 1916, rendes: 1928).

## Életpályája
Szinnyei József (1857–1943) nyelvész és Rosendal Hilma fiaként született. Középiskolai tanulmányai első három évét a Kegyes Tanítórendek Vezetése Alatt Álló Kolozsvári Római Katolikus Főgimnáziumban, a többit pedig ugyanezen rend budapesti főgimnáziumában végezte. 1898–1903 között a Budapesti Tudományegyetemen készült az orvosi pályára s ugyanitt avatták orvosdoktorrá 1904. június 25-én. Még egyetemi tanulmányai idejében az 1899. év júniusi, júliusi és augusztusi hónapokat Tübingában töltötte, ahol Lenhossék és Froriep tanárok anatómiai előadásait hallgatta. 1903. szeptember 1-től 1904. szeptember 1-ig a Budapesti Tudományegyetem Kórbonctani Intézetében működött mint Genersich Antal tanítványa; majd 1906. október 1-ig ugyanezen egyetem II. számú Belgyógyászati Klinikáján képezte magát a belorvostanban. Az 1906/07. tanévben a Wagner-féle ösztöndíjjal tanulmányútra ment, s ez idő alatt Münchenben, Berlinben és Bernben foglalkozott belorvostannal. Münchenben Müller tanár vezetése alatt önkéntesként alkalmazták a II. számú belklinikán. Külföldről hazatérve egy ideig még a II. sz. belklinikán, majd 1908 első felében a budapesti egyetemi idegbajosok klinikáján dolgozott, 1908. június 17-től a budapesti Szent Rókus Kórház X. orvosi osztályán Wenhardt tanár oldalán mint bejáró orvos működött. Később a Szent János Kórház igazgató főorvosává nevezték ki.

## Művei
- Bélbetegségek. Budapest, 1904
- A mellhártya-endothelioma kórképéről. Különnyomat az Orvosi Hetilapból. (Budapest, 1906)
- Az extractum digitalis depuratum (Digipuratum Knoll) hatása a vérkeringési rendszerre. Megjegyzések a digitalis hatásmódjáról. Különnyomat az Orvosi Hetilapból. (Budapest, 1909)
- Anaemia perniciosa esete. A Közkórházi Orvostársulatban tartott bemutatás. Budapest, 1909